# Martin Roh
Martin Roh est un joueur franco-tchèque de hockey sur glace né le 17 janvier 1967 à Prague en République tchèque.
Martin Roh a failli intégrer l'Équipe de France de Stéphane Sabourin mais ses sélections avec l'équipe des 18 ans de Tchécoslovaquie avec laquelle il a décroché le bronze au championnat d'Europe junior 1985 (en) lui ont empêchés d’être sectionnable.

## Biographie

### Carrière de joueur
En 1990,  Martin Roh débute au HC Slavia Prague, puis il joue ensuite de 1991 à 1999 aux Brûleurs de loups de Grenoble. Avec ce club il remporte une Coupe de France en 1994, puis une Coupe Magnus en 1998 où il marque notamment le but en prolongations qui offre le titre aux grenoblois.
Pour la saison 1999-2000 à la suite de l'exclusion du club de Grenoble en championnat, le Hockey Club Junior Milano est alors engagé dans le championnat de France Élite pour le remplacer. Martin Roh joue alors une saison à Milan avec ses deux coéquipiers grenoblois Jean-François Bonnard et Benoît Bachelet, mais cette équipe est elle aussi exclue de la compétition, à l'initiative du ministère de la Jeunesse et des Sports mais le calendrier étant déjà établi, il est décidé que tous les matchs seraient joués régulièrement avec comme enjeu un trophée appelé le Tournoi franco-italien.
Un an plus tard il rejoint les Scorpions de Mulhouse pour une saison, puis les Diables rouges de Briançon pour une saison également avant de signer pour les Ours de Villard-de-Lans. Il joue trois saisons avec le club de Villard-de-Lans avec lequel il gagne une seconde Coupe de France en 2003.

## Palmarès
- Avec les Brûleurs de Loups de Grenoble
  - Coupe de France :
    - 1994

  - Championnat de France :
    - 1998

- Avec les Ours de Villard-de-Lans
  - Coupe de France :
    - 2003